# 北海道マイホームセンター
北海道マイホームセンター（ほっかいどうマイホームセンター）は、北海道新聞社・北海道文化放送などの共催により運営されている住宅展示場である。
1973年8月、札幌市東区に設置。
CMはこちらも北海道新聞社と関連のある北海道放送でも流れることがある。

## 展示場
- 札幌会場（豊平区豊平1条）※旧・豊平製鋼跡地
- 札幌森林公園駅前会場（厚別区厚別東5条）
- 札幌北会場（北区太平6条）
- 旭川会場（旭川市緑が丘東1条）
- 帯広会場（帯広市西4条）
- 函館会場（函館市桔梗町）
- 苫小牧会場（苫小牧市柳町）